# Agnetina duplistyla
Agnetina duplistyla is een steenvlieg uit de familie borstelsteenvliegen (Perlidae). De wetenschappelijke naam van de soort is voor het eerst geldig gepubliceerd in 1962 door Wu.